# Papitwo
Papitwo es un álbum de versiones publicado en el 2012 por el artista español Miguel Bosé luego del éxito de su primer álbum de dúos, Papito. El disco incluye catorce nuevas versiones de reconocidas canciones del artista como «Linda», «Amiga» y «Decirnos adiós», en compañía de reconocidos artistas latinos como Malú, Juanes, Alejandro Sanz, Pablo Alborán y Juan Luis Guerra.

## Sencillos
- «Linda» fue publicado como el sencillo principal del álbum el 3 de septiembre de 2012.

## Lista de canciones

### Edición estándar
| CD1      |                                                   |                                             |          |  |
| N.º      | Título                                            | Escritor(es)                                | Duración |  |
| 1.       | «Linda» (con Malú)                                | Luis Gómez-Escolar                          | 3:54     |  |
| 2.       | «Aire soy» (con Ximena Sariñana)                  | Miguel Bosé, Riccardo Giagni                | 4:02     |  |
| 3.       | «Creo en ti» (con Juan Luis Guerra)               | José Luis Perales, Miguel Bosé              | 3:06     |  |
| 4.       | «Decirnos adiós» (con Penélope Cruz)              | Eduardo Cruz                                | 5:13     |  |
| 5.       | «Con las ganas de decirte» (con Helen de Quiroga) | Ovidio López, J. M. Montes                  | 3:43     |  |
| 6.       | «Partisano» (con Juanes)                          | Miguel Bosé, Riccardo Giagni                | 4:25     |  |
| 7.       | «Puede que» (con Pablo Alborán)                   | M. Grilli                                   | 4:42     |  |
| 8.       | «Mirare» (con Jovanotti)                          | M. Grilli                                   | 4:03     |  |
| 9.       | «Sol forastero» (con Joaquín Sabina)              | M. Grilli                                   | 3:33     |  |
| 10.      | «Te digo amor» (con Dani Martín)                  | M. Grilli                                   | 4:51     |  |
| 11.      | «Amiga» (con Tiziano Ferro)                       | Luis Gómez-Escolar                          | 4:37     |  |
| 12.      | «Shoot me in the back» (con Bimba Bosé)           | F. Arbex                                    | 4:25     |  |
| 13.      | «Duende» (con Aleks Syntek)                       | M. Ansell                                   | 4:13     |  |
| 14.      | «Te comería el corazón» (con Alejandro Sanz)      | A.D. Ross, M. Bosé, R. Cullum, S. McLelland | 6:51     |  |
| 01:01:38 |                                                   |                                             |          |  |

### Edición deluxe
| CD Bonus |                                                             |                                                           |          |  |
| N.º      | Título                                                      | Escritor(es)                                              | Duración |  |
| 1.       | «Sea lo que sea será» (feat. Above & Beyond)                | Jono Grant, Miguel Bosé, Paavo Siljamäki, Tony McGuinness | 0:00     |  |
| 2.       | «Wrong in the right way» (feat. Agostino "Spankox" Carollo) | Agostino Carollo                                          | 0:00     |  |
| 3.       | «Switch» (feat. Frank Quintero)                             | Frank Quintero                                            | 0:00     |  |
| 4.       | «Amor del bueno» (feat. Reyli)                              | Reyli Barba                                               | 0:00     |  |
| 5.       | «Lo noto» (feat. Hombres G)                                 | David Summers                                             | 0:00     |  |
| 6.       | «De mi lado» (feat. Ana Torroja)                            | Federico Lladó Sánchez                                    | 0:00     |  |
| 7.       | «Iruten ari nuzu» (feat. Kepa Junkera)                      | Kepa Junkera (Tradicional)                                | 0:00     |  |
| 8.       | «Encontrarás» (feat. Natasha Saint-Pier)                    | Lionel Florence, Pascal Obispo                            | 0:00     |  |
| 9.       | «Si no pueden quererte» (feat. Natalia Lafourcade)          | Agustín Lara, Natalia Lafourcade                          | 0:00     |  |
| 10.      | «Dance! dance! dance!» (feat. Marlango)                     | Alejandro Pelayo, Leonor Watling                          | 0:00     |  |
| 11.      | «Espinita» (feat. Albert Hammond)                           | Nico Jiménez                                              | 0:00     |  |
| 12.      | «Morir de amor» (feat. Raphael)                             | José Luis Perales                                         | 3:19     |  |
| 13.      | «Tres palabras» (feat. Tania Libertad)                      | Osvaldo Farrés                                            | 0:00     |  |
| 14.      | «Tómbola» (feat. Ana Belén)                                 | A. Guijarro, A. Algueró                                   | 0:00     |  |

## Posicionamiento
| Listas (2012) | Posición |
| ------------- | -------- |
| Italia        | 17       |
| México        | 1        |
| España        | 1        |